# 石灘站
石灘站，位于中国广东省广州市增城区石滩镇，为广深铁路和广石铁路的四等站，由中国铁路广州局集团广深铁路股份广州车务段管辖。

## 历史
石滩站于1911年启用，是广九铁路华段首批建成的车站之一。
1971年，本站由增江以东的元洲村迁至增江以西的岗背村现址处并大幅扩建。1990年代广深铁路准高速改造时，本站获纳入一二线的车站；同时为减少客车停靠时广深一二线与三线交叉干扰的问题，车站下行方向（即南侧）增设站台，并在该处新建站房。
然而，随着广深铁路历次提速，停靠石灘站的旅客列车数量越来越少，相关新增的客运设施亦停工；至2000年代初，每天仅有一对旅客慢车办客。货运方面，当地政府为整治环境问题，关闭附近多个污染严重的水泥厂，导致本站货运量亦直线下降。
2003年，广深铁路公司决定石滩站客运改扩建工程不重新开工，并于2004年将已建成部分报废。2003年9月广深8443/8444次普速列车停运后，车站停办客运业务；仅余在本站作車務調節的K991/2次快速列车不久后亦取消相关安排。货运业务亦于2005年7月停办。2007年3月28日，石滩站关闭，并在2009年撤销。
为疏解广州铁路枢纽内货运列车至广州市区以外，当局决定兴建广石铁路，并在本站接入广深铁路三四线。2020年5月16日，石滩站重新开站。

## 图集

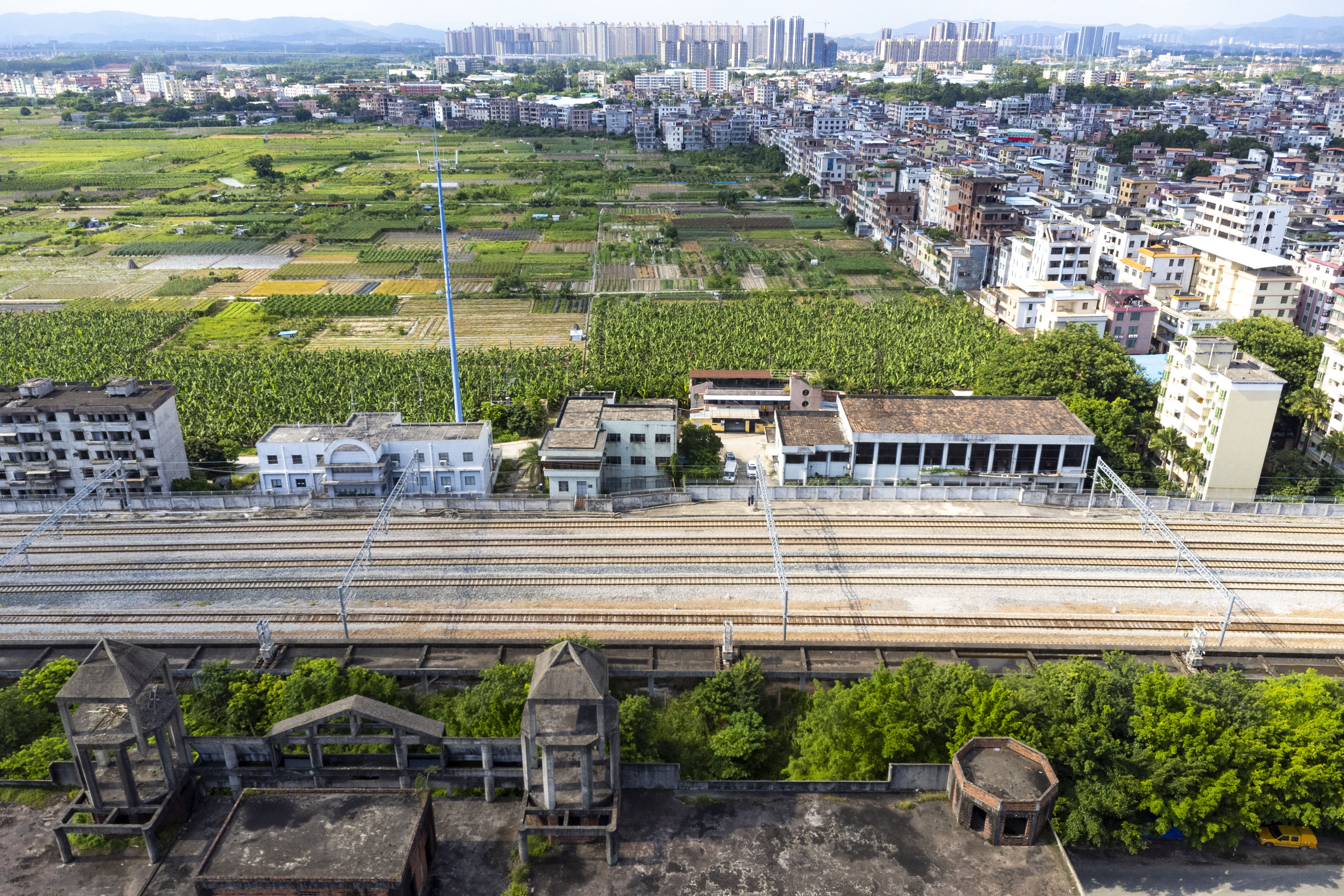
俯瞰新旧站房
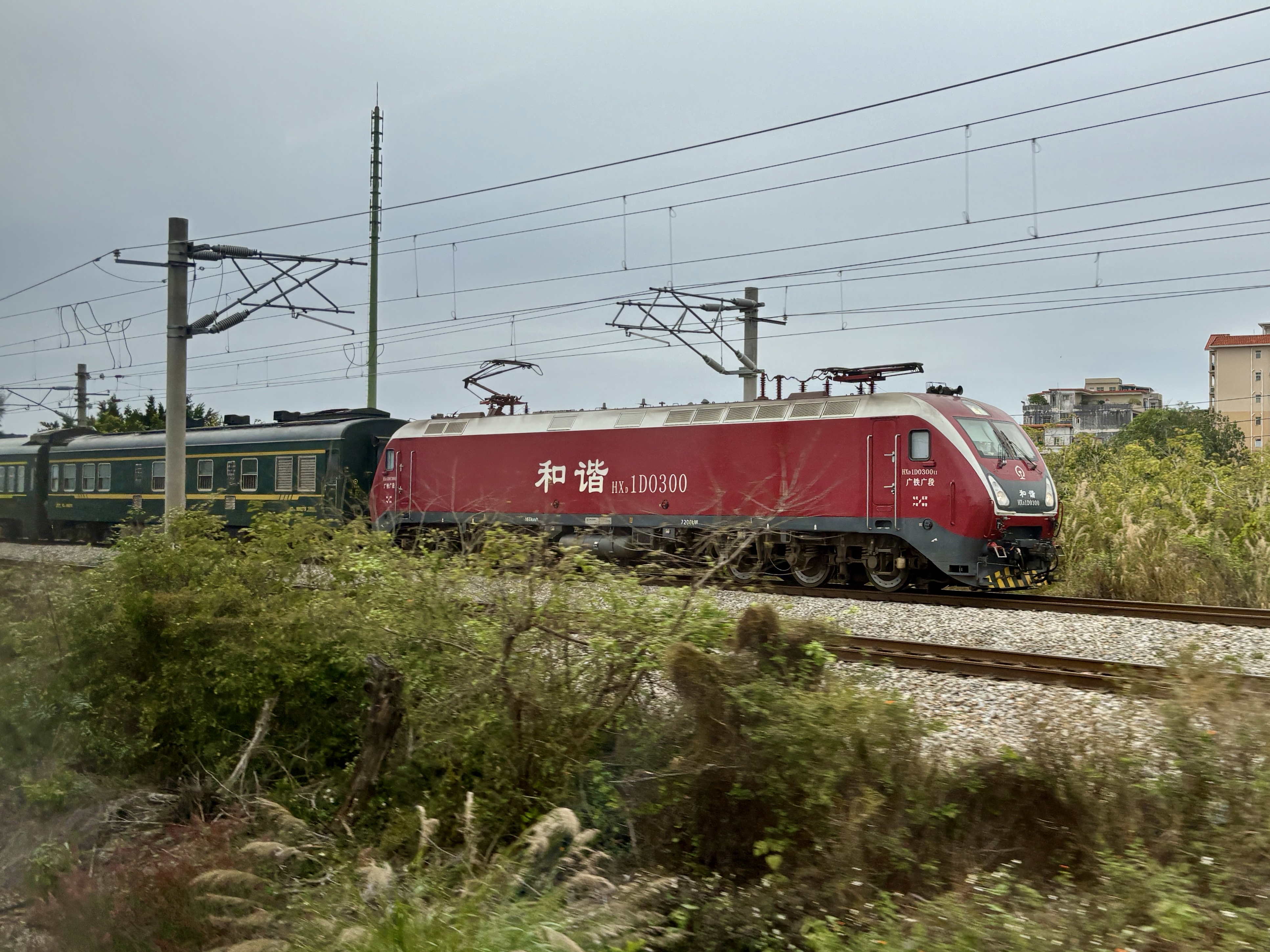
和谐1D型电力机车牵引K237次列车通过本站
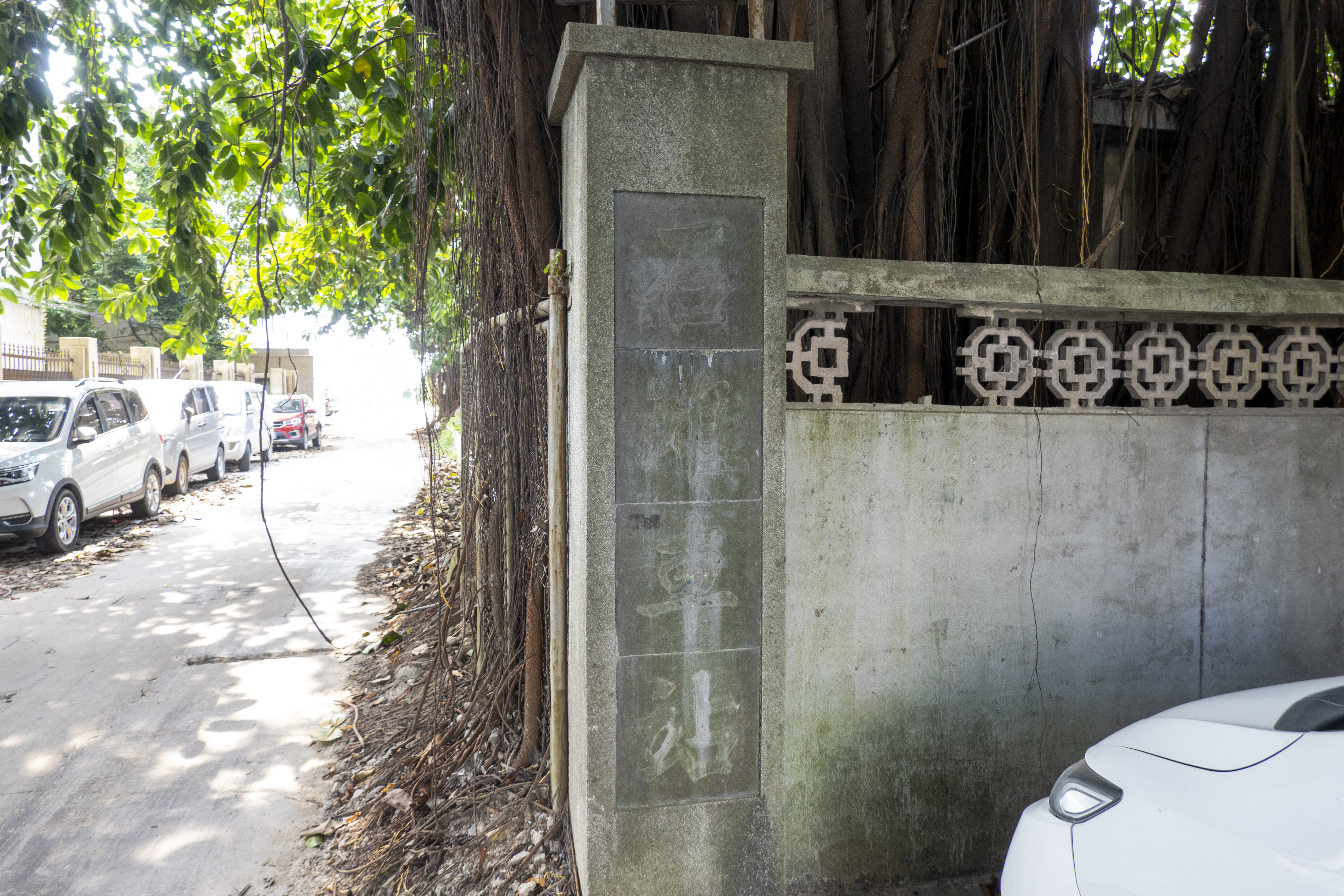
车站入口旧石碑
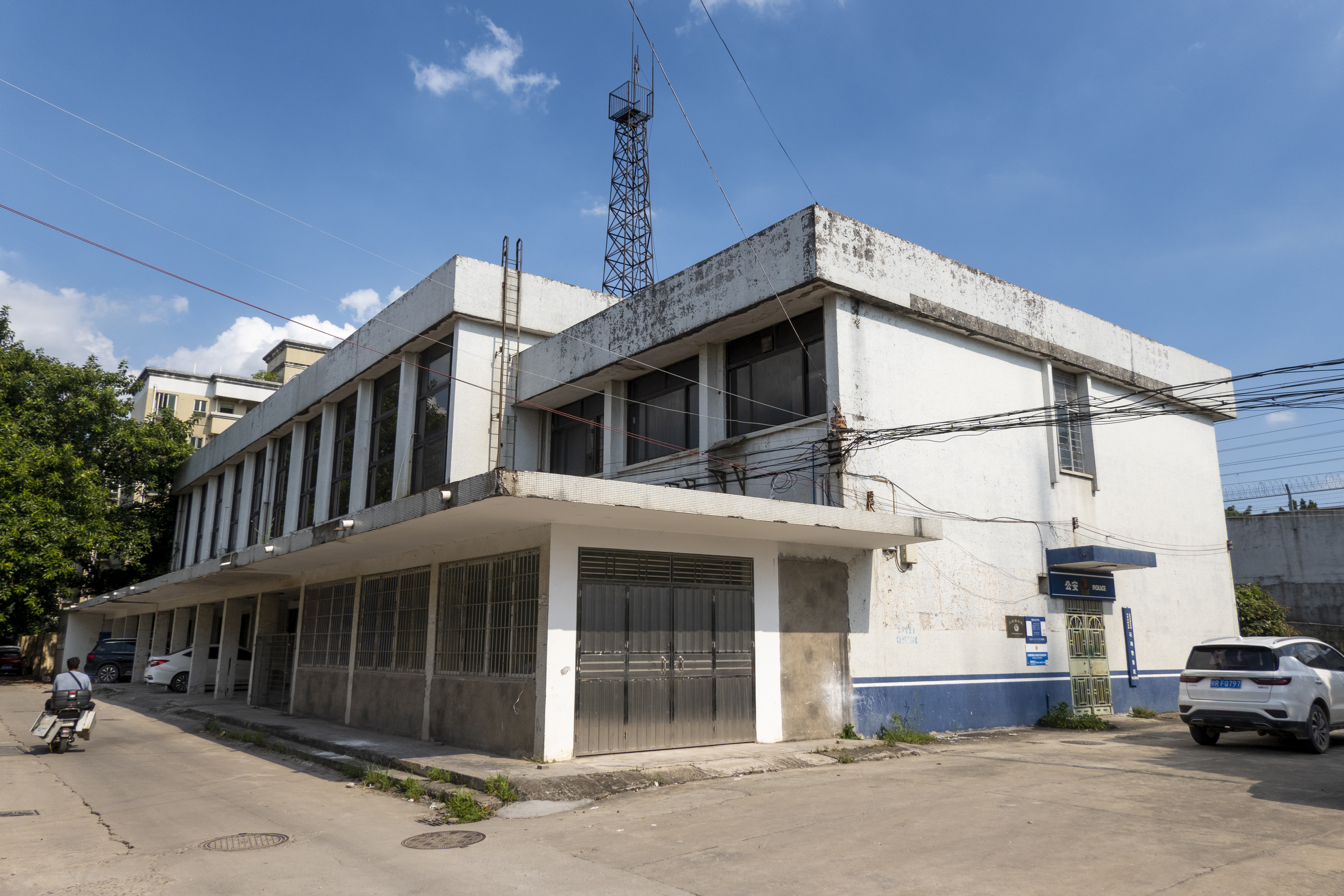
已停用的旧站房
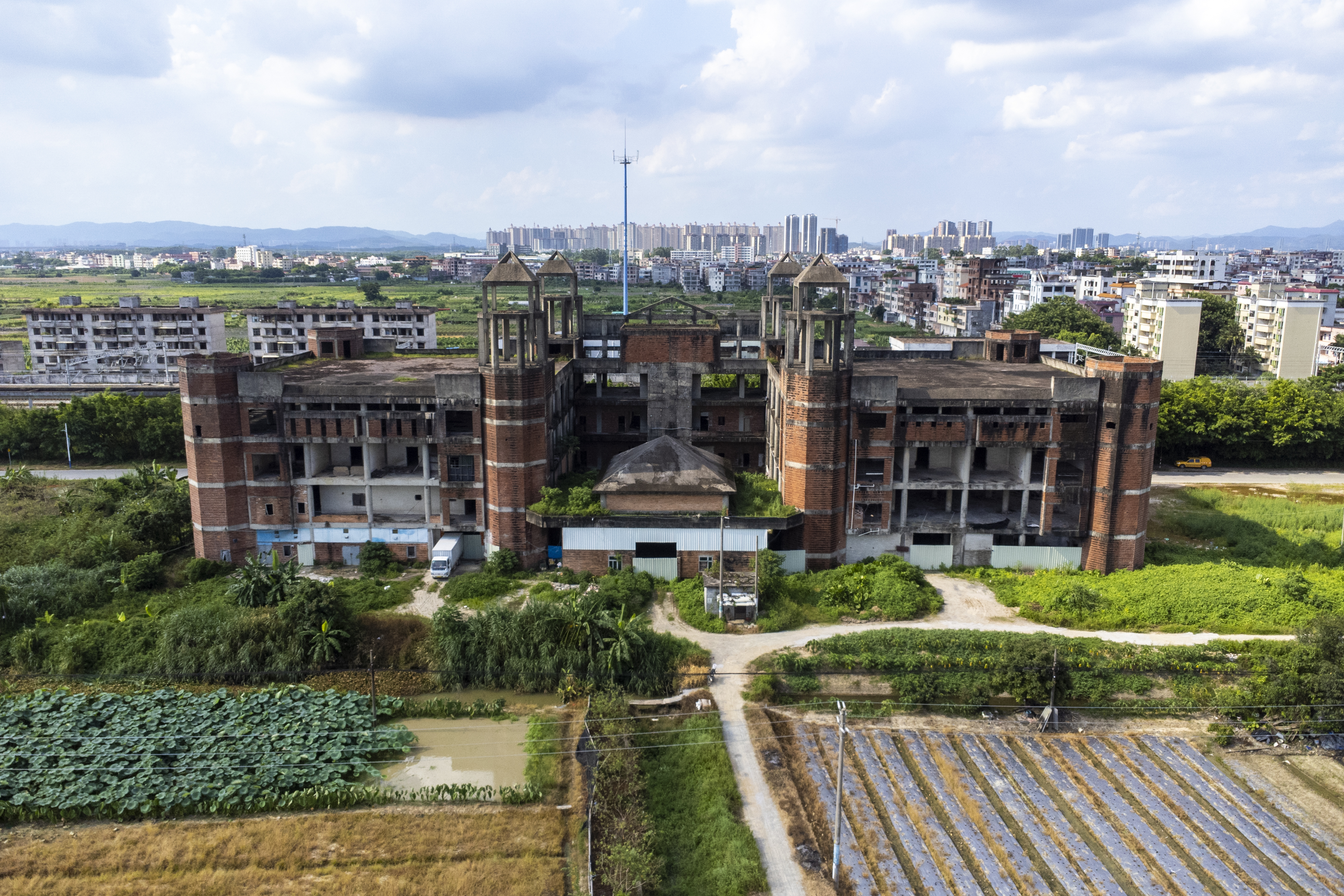
已废弃的新建站房
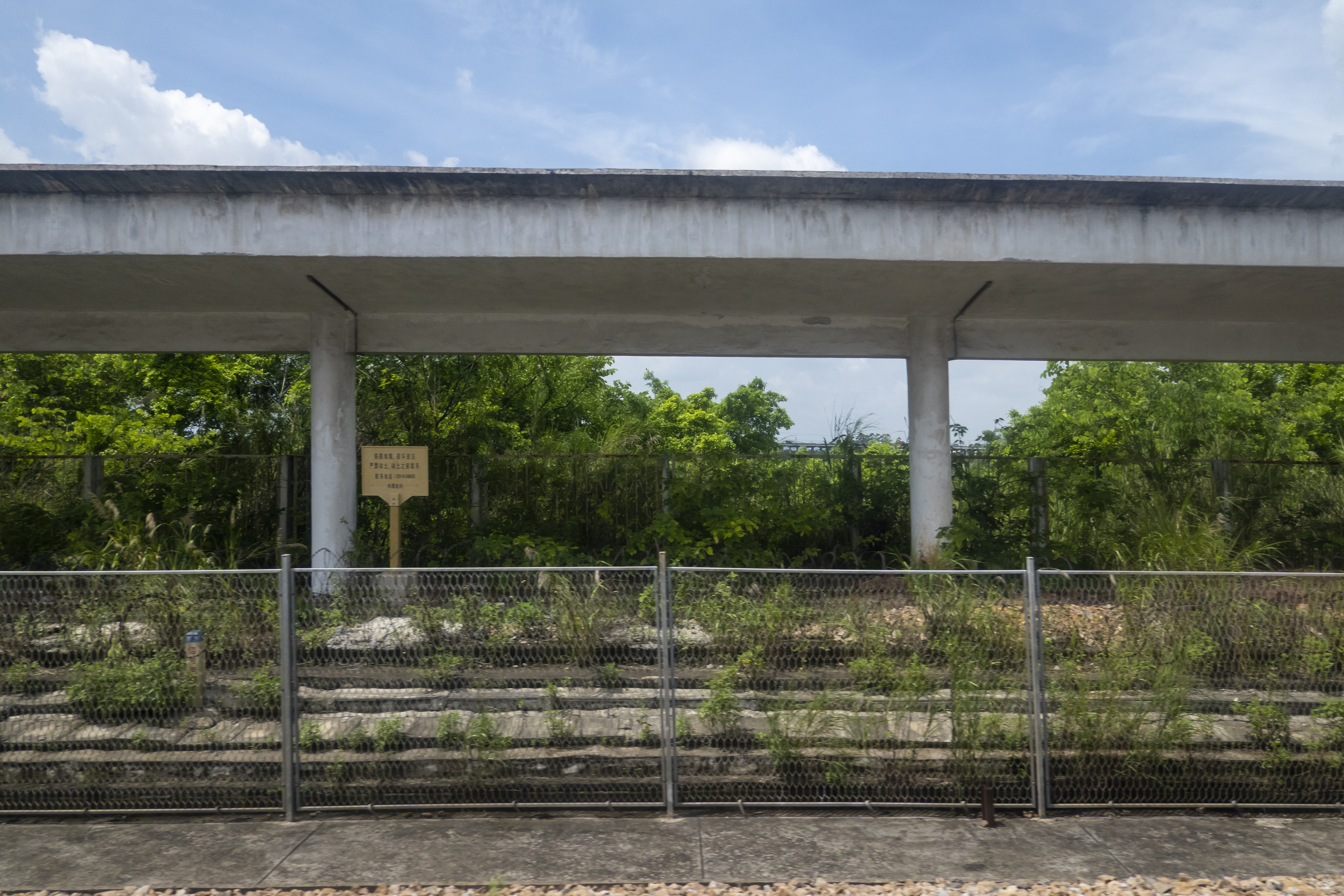
已废弃的新建站台